# مانتيكا (كاليفورنيا)
مانتيكا (بالإنجليزية: Manteca )‏ هي إحدى مدن مقاطعة سان جواكوين، كاليفورنيا. تم إعطاءها لقب مدينة في 5 يونيو، 1918.

## أعلام
- سكوت سبيد
- كيوي غاردنر
- باتريسيا ميراندا
- ريتشارد بيرس
- إيرني باربر